# Oak Park (San Diego)
Oak Park es un barrio de la región de Mid-City de San Diego, California. Oak park es principalmente residencial, y tiene una alta concentración de condominios. Su área principal es el centro comercial Marketplace at the Grove.

## Geografía
Oak Park está en los alrededores de Chollas Park, en la cual contiene la Reserva Chollas Heights. Los límites del barrio están definidos por la Avenida Euclid al oeste, Chollas Parkway/Streamview Drive/Avenida College al norte, y la Ruta Estatal 94 al sudeste.
Oak Park tiene un swapmeet o mercado para personas de bajos recursos en la cual ha estado relacionado con muchas pandillas y pleitos callejeros. También hay una buena concentración de edificios de apartamentos con bajos ingresos. La mayoría de las pandillas están representadas en el área en una u otra manera, muchas de las áreas han sido vandalizadas con grafitis. 

## Educación
Oak Park tiene dos escuelas elementales.
- Carver Elementary School (Distrito Escolar Unificado de San Diego)
- Oak Park Elementary School (Distrito Escolar Unificado de San Diego)